# Friedrich Ludwig Jahn
Friedrich Ludwig Jahn (ur. 11 sierpnia 1778 w Lanz, zm. 15 października 1852 we Freyburgu) – niemiecki pedagog, publicysta i polityk nacjonalistyczny, poseł do parlamentu frankfurckiego (1848), uznawany za ojca gimnastyki sportowej (niem. Turnvater) .

## Życiorys
Friedrich Ludwig Jahn urodził się 11 sierpnia 1778 roku w Lanz . Do 13. roku życia ojciec kształcił go w domu, później uczęszczał do gimnazjów w Salzwedel i Berlinie, jednak nauki nie ukończył .
Od 1796 roku studiował teologię, historię i literaturę niemiecką na uniwersytetach w Halle, Frankfurcie nad Odrą, Greifswaldzie i Getyndze . W 1798 roku przystąpił do studenckiej loży masońskiej w Halle .
W 1803 roku po uczestnictwie w bójce otrzymał z Greifswaldu Consilium abeundi – poproszono go o odejście z uniwersytetu . Jahn opuścił uczelnię, po czym pracował jako nauczyciel prywatny. Wiele podróżował, a od 1809 roku studiował dalej w Getyndze i Jenie . Po nieudanej próbie podjęcia pracy w gimnazjum uzyskał posadę nauczyciela w szkole podstawowej . 
W 1810 roku wraz z Friedrichem Friesenem (1784–1814) założył tajną organizację Deutscher Bund celem wyzwolenia państw niemieckich spod okupacji francuskiej i zjednoczenia Niemców . Organizacja była prekursorem studenckich stowarzyszeń o charakterze samokształceniowym i politycznym – Burschenschaftów . W tym samym roku opublikował pracę Deutsches Volkstum, w której zawarł swoje poglądy na temat narodu i państwa, języka i zwyczajów, wychowania i edukacji, ale także wypowiedzi o charakterze nacjonalistycznym, rasistowskim i antysemickim .
W 1811 roku, idąc za przykładem Johanna GutsMuthsa (1759–1839), Jahn utworzył plac do gimnastyki (niem. Turnplatz) w Hasenheide pod Berlinem . Promował kulturę fizyczną wśród uczniów, organizując spacery i zabawy sportowe . W latach 1811–1813 zorganizował zajęcia gimnastyczne i opracował materiały do ćwiczeń . Opracował wiele urządzeń do gimnastyki czy kalisteniki, jak np. drążek czy poręcze równoległe, a także propagował ich używanie w ramach treningu wojskowego.
W trakcie wojen napoleońskich w latach 1813–1814 współorganizował Korpus Lützowa . Po wojnie władze chciały włączyć gimnastykę do przedmiotów szkolnych, natomiast Jahn postrzegał ją jako ważny element w ramach realizacji swoich założeń narodowościowych i wzmocnienia niemieckiego poczucia narodowego . Jahn postrzegał gimnastykę jako przygotowanie do walki o wolność, a po wyzwoleniu jako element wsparcia walki o jedność, wolność i liberalną konstytucję . Jahn zainspirował powstanie pierwszych Burschenschaftów – pierwsze stowarzyszenie tego typu powstało w Jenie 12 czerwca 1815 roku .
W 1817 roku Jahn wygłosił publiczne wykłady na temat Deutsches Volkstum w Berlinie, prowokując władze . Kolejne wydarzenia, m.in. zabójstwo Kotzebuego przez gimnastyka Sanda, jak też postawa Jahna, popchnęły władze do wycofania gimnastyki ze szkół i zniszczenia sprzętu gimnastycznego . Jahn został aresztowany w lipcu 1819 roku i uwięziony w twierdzy Spandau, a później w Küstrin . Z aresztu został zwolniony w maju 1820 roku, lecz musiał zamieszkać w Kołobrzegu, gdzie pozostawał pod nadzorem dowódcy twierdzy .
W 1825 roku został uniewinniony, ale nadal miał zakaz pracy na uniwersytecie i w szkole średniej . W 1840 roku król Fryderyk Wilhelm zniósł ograniczenia działalności politycznej nałożone na Jahna, później zaś przyznał mu Krzyż Żelazny II klasy . W 1848 roku Jahn został wybrany na posła do parlamentu frankfurckiego .
Zmarł 15 października 1852 roku we Freyburgu .

## Twórca terminologii gimnastycznej
Jahn stworzył niemiecką terminologię związaną z turnerstwem. Przy tworzeniu nowych wyrazów nawiązywał  do słownictwa fachowego, do dialektów (np. dolnoniemieckie:  Riegen, Reck, Barren), wreszcie potrafił zręcznie wykorzystać potencjał leksykalny i słowotwórczy języka niemieckiego, por. jego propozycje: Turner, turnen, turnerisch; Lauf, laufen, durchlaufen, herauslaufen;  Dauerlauf - Laufdauer, Springstab – Stabspringen, Höhensprung, Weitensprung, Tiefensprung;  Anlauf, Umlauf, Rücklauf, Lauf ohne Schnauf  itd. W (błędnym) przekonaniu, że turnen to wyraz rodzimy, utworzył ponad 140 wyrazów z morfemem turn-, np.: Turnfest, Turntracht, turnerisch, turnfaul, turnfleißig, Turnliebe.

## Publikacje
Wybór prac podany za Neue Deutsche Biographie :
- Über die Beförderung des Patriotismus im Preußischen Reiche, 1800
- Bereicherung des hochdeutschen Sprachschatzes, 1806
- Deutsches Volksthum, 1810
- Runenblätter, 1814
- Die Deutsche Turnkunst, 1816[6]
- Neue Runenblätter, 1828

## Upamiętnienie
Zaangażowanie Jahna w propagowanie gimnastyki stało w bezpośrednim związku z jego działalnością polityczną . Po jego śmierci powszechnym było jego upamiętnianie. Na terenach zamieszkałych przez Niemców wzniesiono ogółem ponad 300 pomników Jahna. Na Dolnym Śląsku powstały
one np. we Wrocławiu, Bolesławcu, Bolkowie, Jaworze, Kamiennej Górze czy Chełmsku Śląskim.
Po powstaniu Rzeszy Niemieckiej Jahn został uznany za bohatera narodowego – wojownika o jedność Niemiec pod przywództwem Prus .
W okresie III Rzeszy naziści, bazując na rasistowskich i nacjonalistycznych wypowiedziach Jahna, zafałszowali jego obraz, przedstawiając go jako „żołnierza politycznego” i pioniera narodowego socjalizmu .